# Santa Maria di Licodia
Santa Maria di Licodia est une commune italienne de la province de Catane dans la région Sicile en Italie.

## Administration
| Période                                  | Période | Identité       | Étiquette     | Qualité |
| ---------------------------------------- | ------- | -------------- | ------------- | ------- |
| 2022                                     |         | Giovanni Buttò | Ligue du Nord |         |
| Les données manquantes sont à compléter. |         |                |               |         |

### Communes limitrophes
Belpasso, Biancavilla, Paternò, Ragalna